# Laomedia
Laomedia is een geslacht van kreeftachtigen uit de klasse van de Malacostraca (hogere kreeftachtigen).

## Soorten
- Laomedia astacina De Haan, 1841
- Laomedia barronensis Ngoc-Ho & Yaldwyn, 1997
- Laomedia healyi Yaldwyn & Wear, 1970
- Laomedia paucispinosa Ngoc-Ho, 1997